# Grand Prix Kanady 1977
Grand Prix Kanady 1977 (oryg. Labatt's Canadian Grand Prix) – 16. runda Mistrzostw Świata Formuły 1 w sezonie 1977, która odbyła się 9 października 1977, po raz ósmy na torze Mosport International Raceway.
16. Grand Prix Kanady, 10. zaliczane do Mistrzostw Świata Formuły 1.

## Klasyfikacja
| Legenda oznaczeń w tabelach wyników Wyświetl szablon na nowej stronie | Legenda oznaczeń w tabelach wyników Wyświetl szablon na nowej stronie                                                                     |
| Oznaczenie                                                            | Wyjaśnienie |
| --------------------------------------------------------------------- | --- |
| Złoty                                                                 | Zwycięzca lub mistrzostwo |
| Srebrny                                                               | 2. miejsce lub wicemistrzostwo |
| Brązowy                                                               | 3. miejsce lub II wicemistrzostwo |
| Zielony                                                               | Ukończył, punktował (w klasyfikacji generalnej, gdy zdobył co najmniej jeden punkt na przestrzeni sezonu, poza trzema powyższymi opcjami) |
| Niebieski                                                             | Ukończył, nie punktował (w klasyfikacji generalnej, gdy nie zdobył co najmniej jednego punktu na przestrzeni sezonu)                      |
| Czerwony                                                              | Nie zakwalifikował się (NZ) |
| Czerwony                                                              | Nie prekwalifikował się (NPK) |
| Różowy                                                                | Nie ukończył (NU) |
| Różowy                                                                | Niesklasyfikowany (NS) (w klasyfikacji generalnej, gdy nie został sklasyfikowany w żadnym wyścigu sezonu)                                 |
| Czarny                                                                | Zdyskwalifikowany (DK) |
| Czarny                                                                | Wykluczony (WYK/EX) |
| Biały                                                                 | Nie wystartował (NW) |
| Biały                                                                 | Kontuzjowany (K/INJ) |
| Biały                                                                 | Wyścig odwołany (OD/C) |
| Bez koloru                                                            | Został wycofany (WYC/WD) |
| Bez koloru                                                            | Nie przybył (NP/DNA) |
| Bez koloru                                                            | Nie brał udziału w treningach (NT/DNP) |
| Bez koloru                                                            | Nie został zgłoszony (–) |
| Pogrubienie                                                           | Start z pole position |
| Kursywa                                                               | Najszybsze okrążenie wyścigu |
| †                                                                     | Nie ukończył, ale jego rezultat został zaliczony ze względu na przejechanie więcej niż 90% dystansu wyścigu.                              |
| *                                                                     | Sezon w trakcie |
| 1/2/3                                                                 | Punktowana pozycja w sprincie kwalifikacyjnym                                                                                             |
| Lista systemów punktacji Formuły 1                                    | |

| Pos | No | Kierowca              | Konstruktor        | Okrążeń | Czas/powód NU         | Poz. Start. | Punktów |
| --- | -- | --------------------- | ------------------ | ------- | --------------------- | ----------- | ------- |
| 1   | 20 | Jody Scheckter        | Wolf-Ford          | 80      | 1:40:00.0             | 9           | 9       |
| 2   | 4  | Patrick Depailler     | Tyrrell-Ford       | 80      | +6.77 sek.            | 6           | 6       |
| 3   | 2  | Jochen Mass           | McLaren-Ford       | 80      | +15.76 sek.           | 5           | 4       |
| 4   | 17 | Alan Jones            | Shadow-Ford        | 80      | +46.69 sek.           | 7           | 3       |
| 5   | 23 | Patrick Tambay        | Ensign-Ford        | 80      | +1:03.26              | 16          | 2       |
| 6   | 19 | Vittorio Brambilla    | Surtees-Ford       | 78      | Wypadek               | 15          | 1       |
| 7   | 14 | Danny Ongais          | Penske-Ford        | 78      | + 2 okrążenia         | 22          |         |
| 8   | 9  | Alex Ribeiro          | March-Ford         | 78      | + 2 okrążenia         | 23          |         |
| 9   | 5  | Mario Andretti        | Lotus-Ford         | 77      | Silnik                | 1           |         |
| 10  | 16 | Riccardo Patrese      | Shadow-Ford        | 76      | Wypadł z toru         | 8           |         |
| 11  | 30 | Brett Lunger          | McLaren-Ford       | 76      | Silnik                | 20          |         |
| 12  | 21 | Gilles Villeneuve     | Ferrari            | 76      | Przen. napędu         | 17          |         |
| NU  | 1  | James Hunt            | McLaren-Ford       | 61      | Wypadek               | 2           |         |
| NU  | 27 | Patrick Nève          | March-Ford         | 56      | Silnik                | 21          |         |
| NU  | 3  | Ronnie Peterson       | Tyrrell-Ford       | 34      | Wyciek paliwa         | 3           |         |
| NU  | 24 | Rupert Keegan         | Hesketh-Ford       | 32      | Wypadek               | 25          |         |
| NU  | 18 | Hans Binder           | Surtees-Ford       | 31      | Wypadek               | 24          |         |
| NU  | 10 | Ian Scheckter         | March-Ford         | 29      | Silnik                | 18          |         |
| NU  | 28 | Emerson Fittipaldi    | Fittipaldi-Ford    | 29      | Silnik                | 19          |         |
| NU  | 12 | Carlos Reutemann      | Ferrari            | 20      | Probl. z paliwem      | 12          |         |
| NU  | 8  | Hans Joachim Stuck    | Brabham-Alfa Romeo | 19      | Silnik                | 13          |         |
| NU  | 6  | Gunnar Nilsson        | Lotus-Ford         | 17      | Wypadek               | 4           |         |
| NU  | 26 | Jacques Laffite       | Ligier-Matra       | 12      | Przen. napędu         | 11          |         |
| NU  | 7  | John Watson           | Brabham-Alfa Romeo | 1       | Zawieszenie           | 10          |         |
| NU  | 22 | Clay Regazzoni        | Ensign-Ford        | 0       | Wypadek               | 14          |         |
| NW  | 25 | Ian Ashley            | Hesketh-Ford       |         | Kierowca Odniósł rany |             |         |
| NZ  | 15 | Jean-Pierre Jabouille | Renault            |         |                       |             |         |